# Sullivan (Maine)
Sullivan es un pueblo ubicado en el condado de Hancock en el estado estadounidense de Maine. En el Censo de 2010 tenía una población de 1.236 habitantes y una densidad poblacional de 16,11 personas por km².

## Geografía
Sullivan se encuentra ubicado en las coordenadas 44°32′2″N 68°9′14″O / 44.53389, -68.15389. Según la Oficina del Censo de los Estados Unidos, Sullivan tiene una superficie total de 76.72 km², de la cual 69.07 km² corresponden a tierra firme y (9.96%) 7.64 km² es agua.

## Demografía
Según el censo de 2010, había 1.236 personas residiendo en Sullivan. La densidad de población era de 16,11 hab./km². De los 1.236 habitantes, Sullivan estaba compuesto por el 95.55% blancos, el 0.16% eran afroamericanos, el 0.65% eran amerindios, el 0.32% eran asiáticos, el 0% eran isleños del Pacífico, el 0.81% eran de otras razas y el 2.51% pertenecían a dos o más razas. Del total de la población el 0.97% eran hispanos o latinos de cualquier raza.